# Omis neuer Bikini
Omis neuer Bikini (Originaltitel: Sandy Claws; Alternativtitel: Strandvergnügen) ist ein US-amerikanischer Zeichentrick-Kurzfilm von Friz Freleng aus dem Jahr 1955.

## Handlung
Tweety wird von ihrer Besitzerin Granny mit ans Meer genommen. Während Granny sich ihren neuen Badeanzug anziehen geht, bleibt Tweety in seinem Vogelkäfig zurück. Unweit versucht unterdessen Sylvester zu angeln. Ein riesiger Fisch geht an den einzigen Wurm, den Sylvester mit vorgehaltener Pistole zum Angelhakensitzen gezwungen hat, und verschlingt den Kater im Ganzen. Als dieser zurück an den Angelsteg gelangt steht für ihn fest, dass es leichtere Wege zum Nahrungserwerb geben muss. Er hört in der Ferne Tweety zwitschern.
Es folgen verschiedene Versuche, den Vogel zu fangen, die jedoch regelmäßig durch riesige Wellen und Sylvesters Unfähigkeit zum Wassersport verhindert werden. Als der Käfig, der auf einem kleinen Felsen lagert, vom Wasser umschlossen wird und Tweety um Hilfe ruft, erscheint Granny und bittet nun Sylvester, ihren Vogel zu retten. Da absehbar ist, dass auch Sylvesters Versuch, den Vogelkäfig mithilfe eines Taucheranzugs zu erreichen, scheitern wird, nimmt Tweety die Sache selbst in die Hand und rudert samt Käfig an Land, wo Granny ihren Vogel begeistert empfängt. Sylvester im luftdichten Taucheranzug ist fast vergessen und droht zu ersticken, doch Granny gelingt es, die Sauerstoffzufuhr erneut zu aktivieren. Sylvesters Anzug bläht sich nun auf und steigt in die Luft. Der Kater rettet sich über einen Notausstieg aus dem Anzug und aktiviert einen Rettungsschirm, der ihn am Ende jedoch direkt in das städtische Hundeheim trägt.

## Produktion
Omis neuer Bikini kam am 2. April 1955 als Teil der Warner-Bros-Trickfilmserie Looney Tunes in die Kinos.

## Synchronisation
| Rolle             | Originalsprecher |
| ----------------- | ---------------- |
| Sylvester, Tweety | Mel Blanc        |
| Granny            | Bea Benaderet    |

## Auszeichnungen
Omis neuer Bikini wurde 1955 für einen Oscar in der Kategorie „Bester animierter Kurzfilm“ nominiert, konnte sich jedoch nicht gegen When Magoo Flew durchsetzen.